# Édit des petites dates
 (octobre 2020).
Si vous disposez d'ouvrages ou d'articles de référence ou si vous connaissez des sites web de qualité traitant du thème abordé ici, merci de compléter l'article en donnant les références utiles à sa vérifiabilité et en les liant à la section « Notes et références ».
L'Édit des petites dates a pour objectif principal de réprimer les abus dans l'obtention des bénéfices ecclésiastiques. 
Entré en vigueur en 1550 sous le règne d'Henri II, il vient répondre aux blasphèmes lancés par les protestants sur les clercs catholiques, dénonçant les abus dans l'obtention des bénéfices ecclésiastiques. Le principal dénonciateur de ces abus est Jean Calvin. C'est pour cette même raison que le concile de Trente eut lieu.